# Dante Hughes

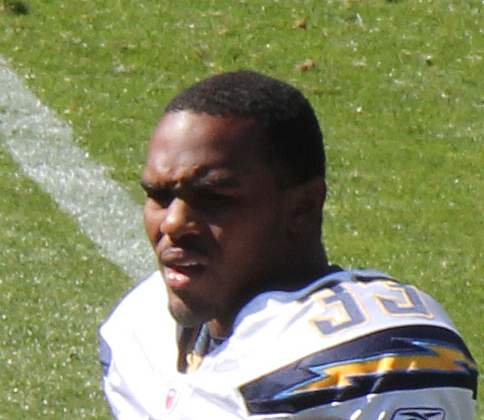
Dante Hughes

Daymeion Dante Hughes (21 de agosto de 1985, Los Angeles, Califórnia) é um ex jogador de futebol americano que atuava na posição de cornerback na National Football League.

## Carreira no High School
Hughes estudou na Crenshaw High School em Los Angeles no estado americano do Califórnia. Lá Hughes praticou football, basquete, Ténis e atletismo. Ele foi nomeado Coliseum League's co-Player of the Year por sua performance no seu último ano.

## College Football
Dante Hughes foi para a University of California onde atuou por 4 anos recebendo o prêmio Lott Trophy (jogador defensivo mais impactante) e também foi All-America após liderar a NCAA com 8 interceptações.
Em 2003, como calouro, Hughes começou 5 jogos fazendo 2 interceptações e 30 tackles além de ter recuperado um fumble sendo que a primeira interceptação de sua carreira foi retornada para touchdown (72 jardas) contra Oregon State. Hughes então recebeu o Bob Simmons Award de melhor calouro do time.
Em 2006, Hughes foi nomeado PAC-10 Defensive Player of the Year e first-team All-American depois de ter feito 72 tackles, 8 ints e ter defendido 19 passes. Ele ajudou o Golden Bears a ser uma das melhores defesas da temporada. 

## NFL
Era esperado que Hughes fosse escolhido logo na primeira rodada do Draft de 2007 da NFL. Porém ele sobrou até ser selecionado na 3ª rodada como pick nº 95 pelo Indianapolis Colts. Hughes e o CB Tim Jennings competiram pela posição de nickel back da defesa de Indianapolis atrás dos Cornerbacks titulares Kelvin Hayden e o left corner Marlin Jackson. HUghes acabou também por disputar uma posição na defesa contra o outro rookie Michael Coe.
Hughes terminou a temporada com 14 tackles.
Em 4 de setembro de 2009, Hughes foi cortado pelos Colts.